# Трилатерализм
 Трилатерализм  (англ. − Trilateralism) − идейно-политическая концепция, которая основывается на представлении об общих целях, ценностях и интересах индустриально развитых демократических стран. Основными центрами капиталистического мира в послевоенное время были США, Западная Европа и Япония, которые координировали свои позиции по глобальным вопросам. Идеология трилатерализма развивалась в контексте «концепций взаимозависимости» и глобализации, а также предлагала определенную модель глобального управления, основанную на коллективном лидерстве. Трилатерализм как идейно-политическая платформа была также нацелена на консолидацию западных союзников и противостояние Советскому Союзу в условиях «холодной войны». Основным выразителем идей трилатерализма стала Трехсторонняя комиссия.

## История возникновения
Идеология трилатерализма сформировалась после Второй мировой войны на фоне роста экономического и политического влияния Запада. В послевоенное время США инициировали План Маршалла и приняли активное участие в формировании НАТО, а также создании новых экономических институтов — Всемирный Банк, МВФ, которые стали основой Бреттон-Вудской системы. В тот период развитие получила идеология атлантизма, которая способствовала укреплению сотрудничества США и европейских союзников на основе общих интересов и ценностей. Япония еще не входила в союз развитых индустриальных демократий, но продолжала наращивать свое экономическое влияние в мире.
В 1973 году была создана Трехсторонняя комиссия, которая объединила политиков, бизнесменов и экспертов из трех крупнейших центров развития капитализма — США, Западная Европа и Япония. Деятельность новой организации носила глобальный характер, была ориентирована на согласование интересов и целей капиталистических стран по социально-экономическим и политическим вопросам. Трехсторонняя комиссия, Бильдербергский клуб и Совет по международным отношениям стали основными идеологами трилатерализма. Инициаторами создания Трехсторонней комиссии и, соответственно, продвижения идеологии трилатерализма были Дэвид Рокфеллер и Збигнев Бжезинский. Президент США Джимми Картер также выражал свою приверженность идеям «трехстороннего взаимодействия»

## Основные принципы
На начальном этапе тремя важнейшими принципами трилатерализма были:
1. признание взаимозависимости мира, возможности совместного «трехстороннего» регулирования процессов экономической интеграции капиталистических стран;
2. целесообразность взаимодействия и экономического сотрудничества США, Западной Европы и Японии как основных центров мирового развития;
3. признание и открытие Третьего мира, решение вопроса Север-Юг.

Фёдор Войтоловский считает, что основой трилатерализма является атлантистская идеология и необходимость решения глобальных проблем, что проявилось в расширении проблематики исследований Трехсторонней комиссии Идеология трилатерализма предполагала формирование новой системы глобального управления, при которой развитые капиталистические страны будут играть главную роль. Данное утверждение обосновывалось тем, что США, Западная Европа и Япония достигли высокого уровня «трехстороннего единства», что позволяет им эффективно взаимодействовать при решения глобальных проблем в условиях растущей взаимозависимости мира.

Некоторые эксперты и ученые полагают, что идеи «трехстороннего диалога» связаны с целенаправленной политикой Запада по достижению мирового лидерства. 
Холи Склар писал о следующих идейных установках трилатерализма:
1. люди, правительства и экономики всех стран должны служить интересам транснациональных банков и корпораций;
2. в современной политике власть означает контроль над ресурсами;
3. страны Запада стремятся к подчинению остального мира своим интересам, сдерживанию экономического роста развивающихся стран и поддержанию их зависимости (в противовес концепции «взаимозависимости»).

Идеологию трилатерализма и Трехстороннюю комиссию также рассматривают как форму гегемонии в рамках международной политической и экономической системы. Отмечается, что трилатерализм был направлен на создание «доминирующей идеологии», с помощью которой наиболее развитые капиталистические страны оправдывали создание выгодного для них мирового порядка. Имеется в виду не только экономическая и политическая власть, но и культурная гегемония. Трехсторонняя комиссия поддерживала определенную форму коммуникации между капиталистическими центрами силы: проводились встречи и семинары на уровне политических элит и политико-академического сообщества, публиковались аналитические доклады и выпускались журналы и сборники («Trialogue»). Трехсторонняя комиссия представляла из себя как международный аналитический центр, так и дискуссионный клуб, в рамках которого формировалась идейно-политическая программа трилатерализма.

## Критика
Критики идеологии трилатерализма указывают на неравенство возможностей и политических статусов стран-участниц «трехстороннего диалога», в котором лидирующее место занимают США. Отмечаются попытки США использовать трехсторонние механизмы как инструмент продвижения своих национальных интересов.
Также данная концепция рассматривается некоторыми авторами как конспирологическая. Трехсторонняя комиссия была создана по инициативе американского банкира и миллиардера Дэвида Рокфеллера. Основными участниками организации являются наиболее влиятельные представители финансовой и экономической элиты, которые стремятся к установлению монополистического порядка, контролю над ресурсами и собственной экономической выгоде. Кроме того, выражались сомнения в прочности «трехстороннего единства» и приверженности представителей политической и финансово-экономической элиты США, Западной Европы и Японии идеям трилатерализма.
Высказываются идеи, что трилатерализм носит ограниченный и элитарный характер. Появляются призывы к переосмыслению трилатералистских идей и созданию союза между США, Западной Европой и Японией в более широком контексте с привлечением региональных организаций.

## Актуальность
На сегодняшний день идеи трилатерализма не очень широко распространены. Возникают предложения о формировании нового политического и экономического треугольника «США-ЕС-Южная Корея» или «США-ЕС-Китай». Изменяется структура организации Трехсторонней комиссии: переход от отдельных стран к регионам. К организации присоединяются новые участники — в Азиатско-Тихоокеанскую группу с 2009 года также входят Китай и Индия . Трехсторонняя комиссия продолжает существовать, призывая к совместным действиям для решения глобальных проблем.